# Övre Muggsjön
Övre Muggsjön är en sjö i Härjedalens kommun i Härjedalen och ingår i Göta älvs huvudavrinningsområde. Sjön har en area på 1,5 kvadratkilometer och ligger 844,6 meter över havet. Övre Muggsjön ligger i Rogens Natura 2000-område. Sjön avvattnas av vattendraget Mugga.

## Delavrinningsområde
Övre Muggsjön ingår i det delavrinningsområde (693273-131427) som SMHI kallar för Utloppet av Övre Muggsjön. Medelhöjden är 894 meter över havet och ytan är 12,76 kvadratkilometer. Räknas de 7 avrinningsområdena uppströms in blir den ackumulerade arean 51,2 kvadratkilometer. Mugga som avvattnar avrinningsområdet har biflödesordning 2, vilket innebär att vattnet flödar genom totalt 2 vattendrag innan det når havet efter 715 kilometer. Avrinningsområdet består mestadels av skog (26 procent) och kalfjäll (62 procent). Avrinningsområdet har 1,47 kvadratkilometer vattenytor vilket ger det en sjöprocent på 11,5 procent.